# オッカムのウィリアム

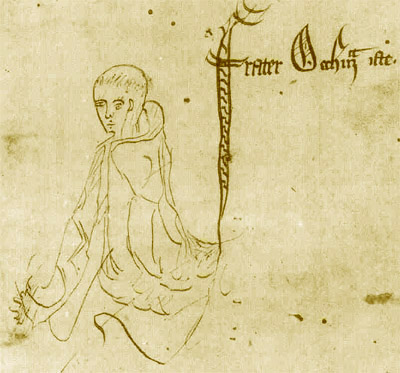
1341年に描かれたと思われるオッカムの似顔絵

オッカムのウィリアム（英: William of Ockham、1285年 - 1347年）は、フランシスコ会会士、後期スコラ学を代表する神学者、哲学者。通例オッカムとのみ言及されるが、これは下記のように姓ではなく出身地で呼んだものである。哲学や科学における節約の原理「オッカムの剃刀」の提唱者として知られている。

## 経歴
1285年、イングランドのオッカム村に生まれる。オックスフォード大学で学ぶ。30歳を過ぎても命題集講師の職にとどまっていた。と言うのは、ボナヴェントゥーラ系フランシスコ会士として、トミスト（トマス・アクィナスの継承者）の立場をとる学長、ジョン・ラットレルと対立していたからである。フランシスコ会の会則の解釈をめぐり、いわゆる清貧派の立場をとる。普遍論争では急進的な唯名論の立場に立つ。1323年、ジョン・ラットレルから異端だとして当時アヴィニョンにあった教皇庁に訴えられる。ローマ教皇・ヨハネス22世と対立、1324年、異端審問のためアヴィニョンの教皇庁へ召還される。1326年、教皇は、オッカムの学説を異端として破門を宣告する。
このときマイスター・エックハルトも異端の容疑で告発され、オッカムはエックハルトと会ったことを書き残している。
オッカムはフランシスコ会総長チェーザナのミカエルとともにアヴィニョンからミュンヘンへ逃亡し、聖職叙任権などをめぐり教皇と対立していた神聖ローマ帝国皇帝ルートヴィヒ4世の保護を受けた。その後ミュンヘンに居住したオッカムは、同地でペストによって没し、市城壁外のペスト死亡者用墓地に葬られた。

## 信仰と理性
オッカムのウィリアムは「信仰によってのみ人間は神学的真理に到達できる。神の道は理性に開かれていない、というのは神は何物にも縛られずに世界を創造することを選択して、人間の論理や合理性が物事から覆いを取るのに必要な法則に頼ることなくその世界での救済の方法を打ち立てるからである」と信じていた。オッカムの神論は個人的啓示と信仰のみに基づいていた（彼は信仰と理性が矛盾しないという考えを支持していた）。科学のみが発見の方法であり、科学のみが神を唯一の存在論的必然物とみなすことができると彼は信じていた。

## 哲学的思索

Quaestiones in quattuor libros sententiarum

スコラ派において、オッカムは方法と内容の両面において改革を唱道したが、その狙いは簡易化にあった。オッカムは数人の先行する神学者の著作、特にヨハネス・ドゥンス・スコトゥスの著作、の多くを統合した。オッカムはスコトゥスから、神の全能性や恩寵といった概念、認識論や倫理学的意見を受け継いだ。しかし、予定説、受難、普遍の理解、「ex parte rei」（つまり、「物の側の」）の特性、節約の原理といった分野では、オッカムはスコトゥスに反する意見を持った。

### 唯名論
個物を超越した普遍、本質、形相といったものではなく個物のみが存在するものであり、普遍は人間の心が個物を抽象して生み出したものであって心に外在する存在ではないという立場を強く主張したために、唯名論の開拓者であるオッカムを近代的認識論の父とみなす者もいる。彼は形而上学的な普遍が実在することを否定して、存在論の縮小化を唱道した。オッカムは唯名論よりもむしろ概念論の唱道者とみなされることもある。というのは普遍は名前に過ぎない、つまり存在する実在物ではなくむしろ言葉に過ぎないと唯名論者が考えるのに対して概念論者は、普遍は心的な概念である、つまり名前は概念の名前であると考えるからである。ここで概念は心の中にのみであるが存在するものとみなされている。それゆえに、普遍概念は、人間の外部に存在する実在物ではなく、それ自体を理解することによって生まれ心の内で心がそれを帰するものを「前提」する内的表象としての対象を持つ。つまり、それはさしあたって自身が表す物の場所を持つのである。それは心を反映する行為を表す術語である。このゆえに普遍は単なる言葉でもなければ、コンピエーニュのロスケリヌスが言うような「セルモー(羅:sermo)」やアベラールが言う文の中で使われる言葉でもなく、実在物に対応する心的な代替物であり、反映の過程を表す術語である。このため、オッカムは唯名論者とも概念論者とも区別されて「記号論者」と呼ばれてきた。

### 存在論的倹約
オッカムが近代科学および近代の知的文化に対してなした一つの重要な貢献として、オッカムの剃刀と呼ばれるようになる、説明や理論構築の上でのケチの原理がある。バートランド・ラッセルの解するところでは、この格言は、ある仮定された存在がなくても現象を説明できるならば、その存在を仮定する理由がない、つまり、常に原因、要因、変数が可能な限り最小となる説明を選ぶべきだということを言っている。彼はこの原理を存在論的倹約に用いた。この原理によれば必要以上に存在を増やすべきでない―「Entia non sunt multiplicanda sine necessitate」―ということになる。ただし、この著名な原理の定式化は現存するオッカムの著作のどこにも見出されない。彼は次のように定式化している: 「自明(語義上は、それ自体を通じて知られる)であるか、経験によって知られているか、権威や聖典によって証明されるかしていない限り、理由がないなら何ものも仮定されるべきではないので。」 オッカムにとって、唯一の本当に必要な存在は神であった。他のすべてのものは不確定である。そのため彼は充足理由律を受け入れず、本質と実在の区別を否定し、能動的知性と受動的知性というトマス・アクィナスの学説に反対した。彼の存在論的倹約の要求によって導れる彼の懐疑論は、人間の理性は魂の不滅性も神の存在、唯一性、無限性も証明できないという彼の学説の内に現れる。彼の説くところによればこうした真理は啓示によってのみ知られる。

### 自然哲学
オッカムは自然哲学に関する膨大な量の著作を書いており、そのなかにはアリストテレスの『自然学』の長い注釈書もある。存在論的倹約の原理に従って、アリストテレスの十のカテゴリーのすべてを使う必要はないとオッカムは述べている。たとえば、数学的存在が「現実」ではないために量のカテゴリーは不必要である。数学は実態や質といった他のカテゴリに適用されなければならず、そのため近代科学のルネサンスを予期する一方でアリストテレスが「メタバシス」を禁止したのを破る。

### 知識の理論
知識の理論においては、オッカムはスコラ学の種の理論を不必要で経験によって支持されていないとして否定し、普遍(羅:abstractum)の理論のほうを好んだ。これは後期中世認識論における重要な発展である。さらに彼は直観的認識（notitia intuitiva）と抽象的認識（notitia abstractiva）とを区別した。直観的認識は対象が存在するか否かに基づいているが、抽象的認識は対象を存在するという述語から「抽象」する。この二つの認識活動の果たす役割に関しては、解釈者の間でもいまだに評価が定まっていない。

### 政治理論
西洋を形作った理論、特に責任の制限された政府という理論を発展させてきた功労者としてもオッカムは徐々に認知されつつある。彼は中世で初めて教会と国家の分離という形式を唱道しており、所有権の概念の初期の発展においても重要である。彼の政治思想は「自然な」つまり「世俗的」だとみなされていて、世俗絶対主義の立場に立っている。君主が責任を負うという発想は『Dialogus』(1332年-1348年に書かれた)で支持されており、公会議主義運動に大きな影響を与え、自由民主主義思想の発生を助長した。

### 論理学
論理学の分野では、オッカムはのちにド・モルガンの法則と呼ばれる公式を書き残しており、3値論理、つまり三つの真理値を持つ形式体系について考察したこれは19・20世紀に数理論理学の分野で再び取り上げられた。

## 文学的オッカミズム/唯名論
オッカムとその作品は数人の文学作品や人物、特にジョフリー・チョーサー、他にジャン・モリネ、詩人のガーウェイン、フランソワ・ラブレー、ジョン・スケルトン、ノリッジのジュリアン、ヨーク市の劇、ルネサンスのロマンス文学などに対する影響を与えたのではないかとして議論されている。実際にはこれらのうちごくわずかなものだけがオッカムと彼の著作との関係を説明できる。しかし、オッカム主義者・唯名論者の哲学・神学と中世からポストモダンにかけての文学作品との間の対応関係は文学的唯名論という学的パラダイムのもとに議論されている。

## 著作
The standard edition of his philosophical and theological works is William of Ockham: Opera philosophica et theologica, Gedeon Gál, et al., eds. 17 vols. St. Bonaventure, N. Y.: The Franciscan Institute, 1967–88.  For his political works, all but the Dialogus have been edited in William of Ockham,  H. S. Offler, et al., eds. 4 vols., 1940–97, Manchester: Manchester University Press [vols. 1–3]; Oxford: Oxford University Press [vol. 4].

### 哲学的著作
- Summa logicae (c. 1323), Paris 1448, Bologna 1498, Venice 1508, Oxford 1675.
- Quaestiones in octo libros physicorum (before 1327), Rome 1637.
- Summulae in octo libros physicorum (before 1327), Venice 1506.
- Quodlibeta septem (before 1327), Paris 1487.
- Expositio aurea super artem veterem Aristotelis, 1323.
- Major summa logices, Venice 1521.
- Quaestiones in quattuor libros sententiarum, Lyons, 1495.
- Centilogium theologicum, Lyons 1495.

### 神学的著作
- Questiones earumque decisiones, Lyons 1483.
- Quodlibeta septem, Paris 1487, Strasbourg 1491.
- Centilogium, Lyons 1494.
- De sacramento altaris and De corpore christi, Strasbourg 1491, Venice 1516.
- Tractatus de sacramento allans.

### 政治学的著作
- Opus nonaginta dierum (1332), Leuven 1481, Lyons 1495.
- Dialogus* (begun in 1332) Paris 1476. Lyons 1495.
- Super potestate summi pontificis octo quaestionum decisiones (1344).
- Tractatus de dogmatibus Johannis XXII papae (1333–34).
- Epistola ad fratres minores (1334).
- De jurisdictione imperatoris in causis matrimonialibus, Heidelberg 1598.
- Breviloquium de potestate tyrannica (1346).
- De imperatorum et pontifcum potestate [also known as 'Defensorium'] (1348).